# متحف خيرسون للفنون
متحف خيرسون للفنون (المعروف أيضًا باسم متحف شوفكونينكو خيرسون الإقليمي للفنون؛  (بالأوكرانية: Херсонський обласний художній музей імені Олексія Шовкуненка)‏ هو متحف فني يقع في خيرسون بأوكرانيا.  يقع في مبنى مجلس مدينة خيرسون السابق. 
افتتح المتحف لأول مرة في 27 مايو 1978. 
خلال الغزو الروسي لأوكرانيا عام 2022، نهبت القوات الروسية المتحف أثناء احتلال خيرسون. قبل وقت قصير من تحرير المدينة من قبل القوات الأوكرانية، قام الروس بحشو ما يقرب من 15.000 عمل فني بلا مبالاة في الشاحنات والحافلات. نُقِّلَت المجموعة إلى متحف توريدا المركزي في سيمفيروبول في شبه جزيرة القرم التي تحتلها روسيا، حيث ادعى مدير المتحف أندريه مالجين أن هذه الخطوة اُتُّخِذَت لضمان "سلامة" الأعمال الفنية حتى يمكن إعادتها إلى "المالك الشرعي".  فتحت شرطة خيرسون تحقيقاً في ما اعتبروه جريمة حرب. اعتبر وزير الثقافة الأوكراني التدمير والنهب الروسي المتعمد لأكثر من 500 موقع من مواقع التراث الثقافي الأوكراني إبادة ثقافية.